# Colon (retorica)
Nella retorica classica il termine colon (plurale cola) indica una parte del periodo o della versificazione dotata di struttura sintattica o metrica autonoma.
In due cola può essere suddiviso il verso saturnio composto dall'unione di un dimetro giambico catalettico e da un dimetro trocaico brachicatalettico.
∪ — ∪ — ∪ — X | — ∪ — ∪ X
Nella prosa, il colon è una parte del discorso non direttamente ordinata con le proposizioni a cui è legata concettualmente, e nelle traduzioni contemporanee spesso è contrassegnata dalle parentesi.

## Colometria
La colometria è la divisione in cola di testi lirici classici.

## Etimologia
Deriva dalla forma neutra dell'aggettivo κόλος (greco antico), che significa reciso, tronco.